# Castelo Belinho
O Castelo Belinho é uma estação arqueológica no Município de Portimão, em Portugal. Neste local foram encontrados vestígios de um santuário e de uma necrópole do período neolítico, e de uma fortificação muçulmana. Entre os materiais neolíticos, destaca-se a descoberta de várias sepulturas, uma destas com o cadáver de um jovem do sexo masculino, ricamente decorado.

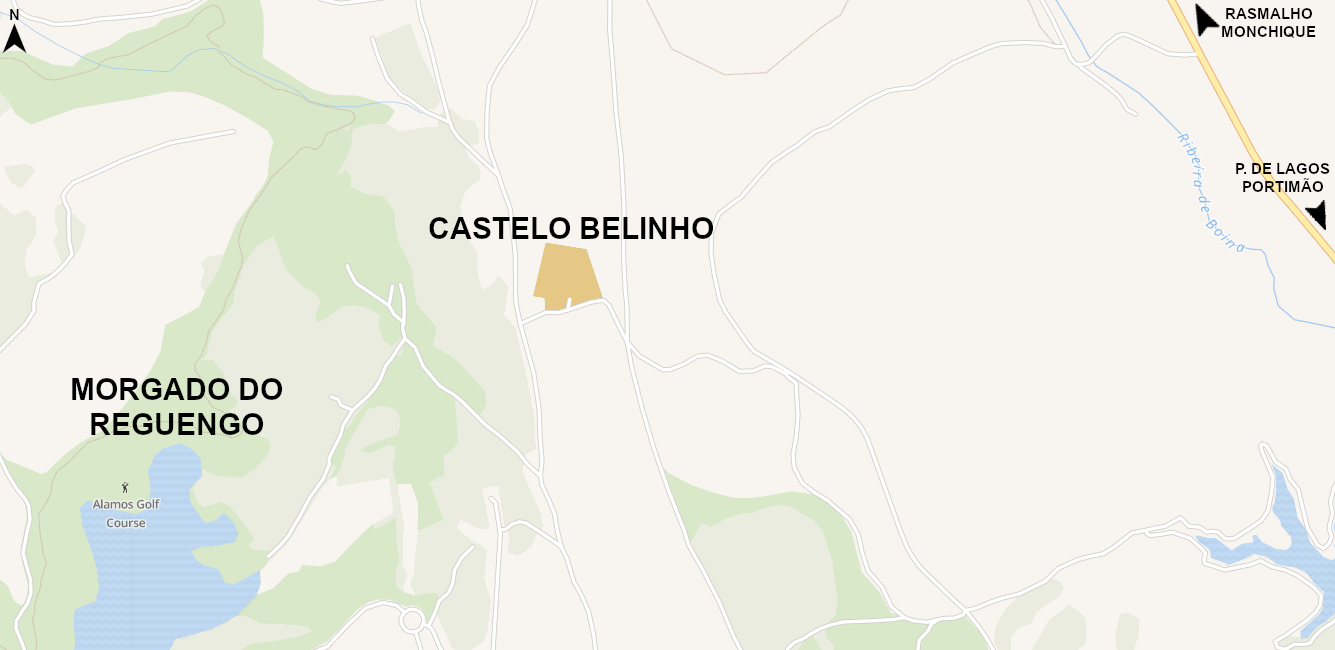
Mapa da área do Castelo Belinho.

## Descrição

### Localização e composição
O sítio do Castelo Belinho está situado no Morgado do Reguengo, uma propriedade no concelho de Portimão, onde foi construído um resort turístico. O sítio arqueológico situa-se a cerca de cinco quilómetros da cidade de Portimão, no sentido Norte. Integra-se nos contrafortes a Sul da Serra de Monchique, e está situado no meio de duas linhas de água: a Ribeira de Boina, que está situada a cerca de um quilómetro no sentido nascente, e que vai desaguar no Rio Arade, enquanto que à mesma distância mas no sentido corre o Barranco dos Álamos, que termina na Ribeira da Torre. No local de Castelo Belinho, os solos são principalmente mediterrânicos de cor vermelha, enquanto que os substratos são compostos por calcários e calcarenitos do período Miocénico. Em termos de flora, encontram-se tanto espécies nativas como introduzidas, como zambujos, oliveiras, amendoeiras, alfarrobeiras e azinheiras, enquanto que a fauna local inclui aves como cegonhas. A zona recebeu vários topónimos ao longo da sua história, tendo o nome mais antigo encontrado sido o de Castelo do Ninho, provavelmente em referência à utilização da zona como local de nidificação de várias aves. A denominação de Castelo Belinho é provavelmente uma referência à fortificação islâmica.
No local foram descobertos vários vestígios do neolítico, incluindo um conjunto de peças, cerca de vinte sepulturas, e traços de habitações, nomeadamente plantas marcadas no solo e furos para postes de madeira. Foi provavelmente um santuário, com uma necrópole associada. Foram identificados dez edifícios a partir dos seus furos para postes de sustentação, tendo o maior edifício cerca de 16 x 3 m, fazendo uma área de 48 m². O conjunto de estruturas também inclui vários silos. As sepulturas eram individuais, escavadas no substrato rochoso, em forma de silo, e encontravam-se junto a fossas, onde foram descobertos cadáveres humanos e de faunas mamalógicas e malacológicas. Os cadáveres foram enterrados na posição fetal nas sepulturas, em forma oval, o que pode constituir uma alusão ao útero materno, demonstrando uma crença na ressurreição. Um dos corpos, de adolescente do sexo masculino, tinha os braços decorados com 22 braceletes de conchas do mar, o que, segundo Rosa Varela Gomes, prova que teria um elevado estatuto social. Devido à ausência de armas, não seria um guerreiro, mas podia ter uma função ligada à magia. Esta foi até então a sepultura com mais braceletes encontrada em toda a Península Ibérica. Segundo as marcas encontradas no local, os edifícios seriam compridos, e suportados por uma estrutura de postes de madeira.
Os materiais da época islâmica correspondem a uma casa rural fortificada, que estava protegida por muralhas e tinha um fosso em redor, escavado no substrato rochoso, de natureza calcária. O edifício tinha uma planta sensivelmente trapezoidal, e foi totalmente construído directamente sob o solo rochoso, utilizando um tipo de material conhecido como taipa militar, muito rica em cal. A fortificação seria provavelmente parte do sistema defensivo da cidade de Silves.

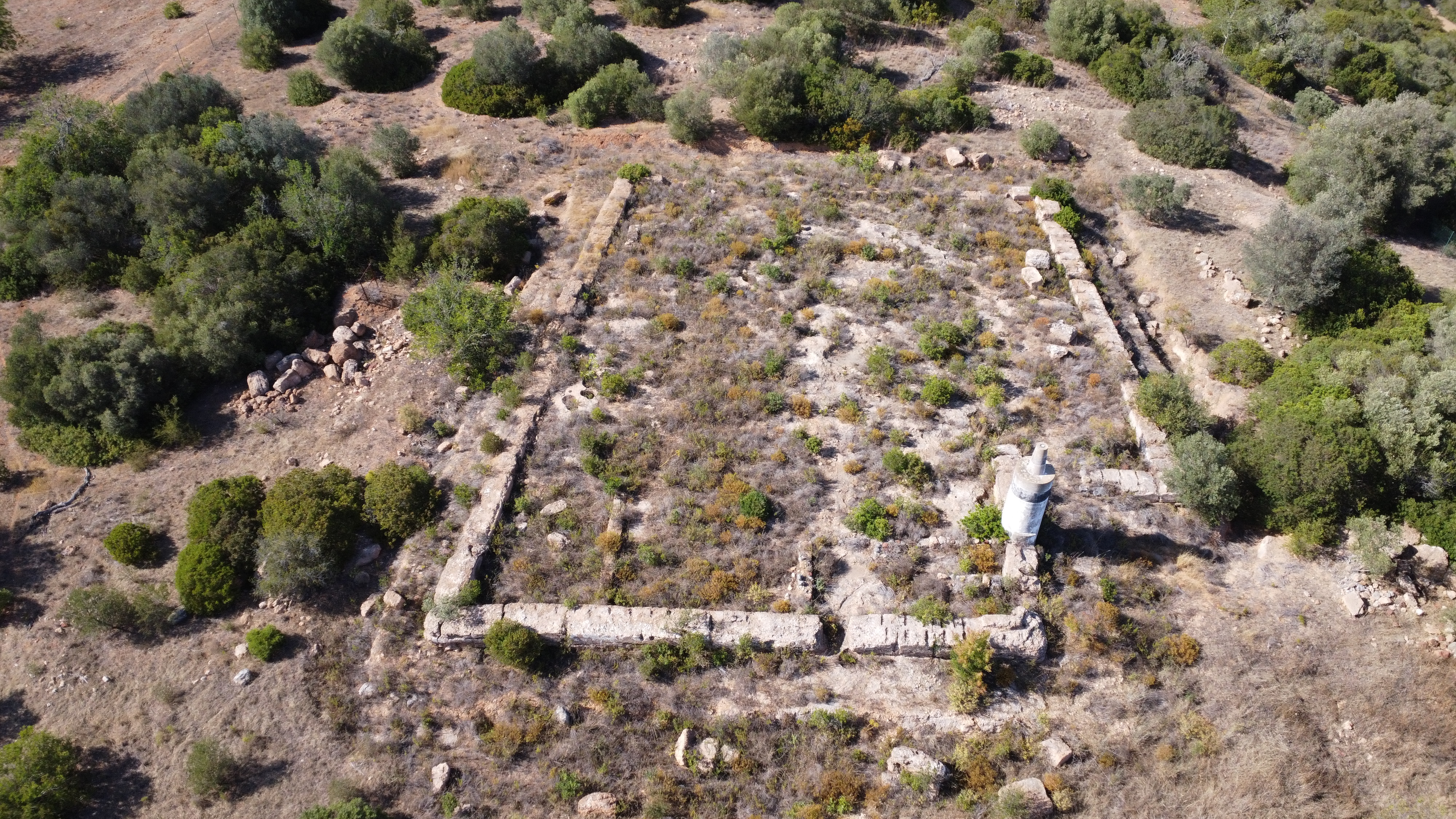
Vista aérea do sítio arqueológico, sendo o marco geodésico visível no centro da fotografia.

## História
A fase de ocupação mais antiga corresponde ao período Neolítico Antigo Evolucionado, em meados do V milénio a.C.. O segundo período de ocupação teve lugar muito mais tarde, durante o domínio islâmico, quando foi construído um complexo fortificado em  em cima dos vestígios primitivos, o que levou à sua parcial destruição. Este edifício foi provavelmente erigido na sequência da reconquista almóada da cidade de Silves, em 1191, e terá sido destruído na década de 1240, durante a reconquista cristã do Algarve. A última fase de ocupação do local foi durante o século XVII.
Na década de 1980, a arqueóloga Rosa Varela Gomes estudou o sítio de Castelo Belinho, que identificou como uma fortaleza avançada de Silves. Nessa altura, ainda não se conheciam os vestígios do período neolítico, uma vez que ainda estavam enterrados. Em 1993, o Morgado do Reguengo foi adquirido pelo Grupo Espírito Santo, e criou a empresa Imoreguengo para transformar a propriedade num vasto estabelecimento de turismo, que incluía hotéis, campos de golfe e outras estruturas. Desde o início das obras que se assumiu o compromisso de respeitar o património cultural no interior da propriedade, tendo sido feito um programa de pesquisas arqueológicas, coordenado por Carlos Damas, do Centro de Estudos de História do Banco Espírito Santo, com colaboração de Rosa Varela Gomes no estudo dos vestígios arqueológicos. Em 1994 foram feitos trabalhos arqueológicos no sítio do Castelo Belinho, como parte de um acordo entre o Instituto Português do Património Cultural e a Soporcel, no sentido de apurar medidas de diminuição do impacto dos trabalhos de florestação sobre os vestígios antigos.
Nos finais do ano 2000 foi feita uma descoberta arqueológica na herdade, quando foram encontrados dois menires durante a instalação de um campo de golfe. Nesse ano o local foi alvo de estudos por parte do Instituto Português de Arqueologia, e entre 2004 e 2005 foram feitos vários trabalhos de campo em Castelo Belinho, tendo as ruínas sido reinterpretadas como uma estrutura senhorial fortificada, que fazia parte de uma al-munya, ou seja, uma propriedade agrícola de um abastado muçulmano. Ao mesmo tempo, procurou-se estudar os vestígios da aldeia neolítica, situada por baixo da estrutura muçulmana. As investigações foram financiadas pela empresa Imoreguengo, que também auxiliou na resolução de vários problemas logísticos.
Em 2004 e no Verão de 2005, foram feitas escavações arqueológicas em Castelo Belinho, com o apoio de alunos da Faculdade de Ciência Sociais e Humanas da Universidade Nova de Lisboa. A primeira campanha arqueológica teve lugar entre 5 e 30 de Julho de 2004, tendo prosseguido em Agosto daquele ano, de forma a terminar alguns desenhos. Antes de se iniciarem as escavações, foi feito o levantamento topográfico da zona, e o local foi limpo de terras soltas e de vegetação, incluindo a remoção de árvores de médio e grande porte. Depois iniciaram-se os trabalhos, tendo o sítio sido dividido em quadrículas de 2 x 2 m, de forma a melhor organizar o processo e facilitar o registo dos materiais encontrados. Durante esta campanha, apurou-se que o complexo neolítico era composto por dez edifícios, a partir dos seus furos para postes de sustentação. Em 2005, o arqueólogo Mário Varela Gomes afirmou que tinham sido encontrados importantes vestígios do período neolítico, podendo ser o mais importante sítio arqueológico daquele período em território nacional, conclusões que foram confirmadas pelo historiador Carlos Damas, do Banco Espírito Santo, que defendeu a necessidade dos futuros visitantes compreenderem o espírito do local. Nessa altura, previa-se a integração de Castelo Belinho num percurso conhecido como Caminhos do Património. Em 21 de Junho de 2025, o portal noticioso Sul Informação reportou que a classificação do sítio arqueológico de Castelo Belinho iria ser votada na sessão de 30 de Junho da Assembleia Municipal de Portimão.

## Leitura recomendada
- GOMES, Mário Varela (2008). Castelo Belinho (Algarve, Portugal) and the first Southwest Iberian Villages, Early Neolithic in the Iberian Peninsula (em inglês). Oxford: British Archaeological Reports
- GOMES, Mário Varela (2010). Castelo Belinho (Algarve): a ritualização funerária em meados do V milénio a.C. Promontória Monográfica. Faro: Universidade do Algarve